# Nagasáqui portuguesa

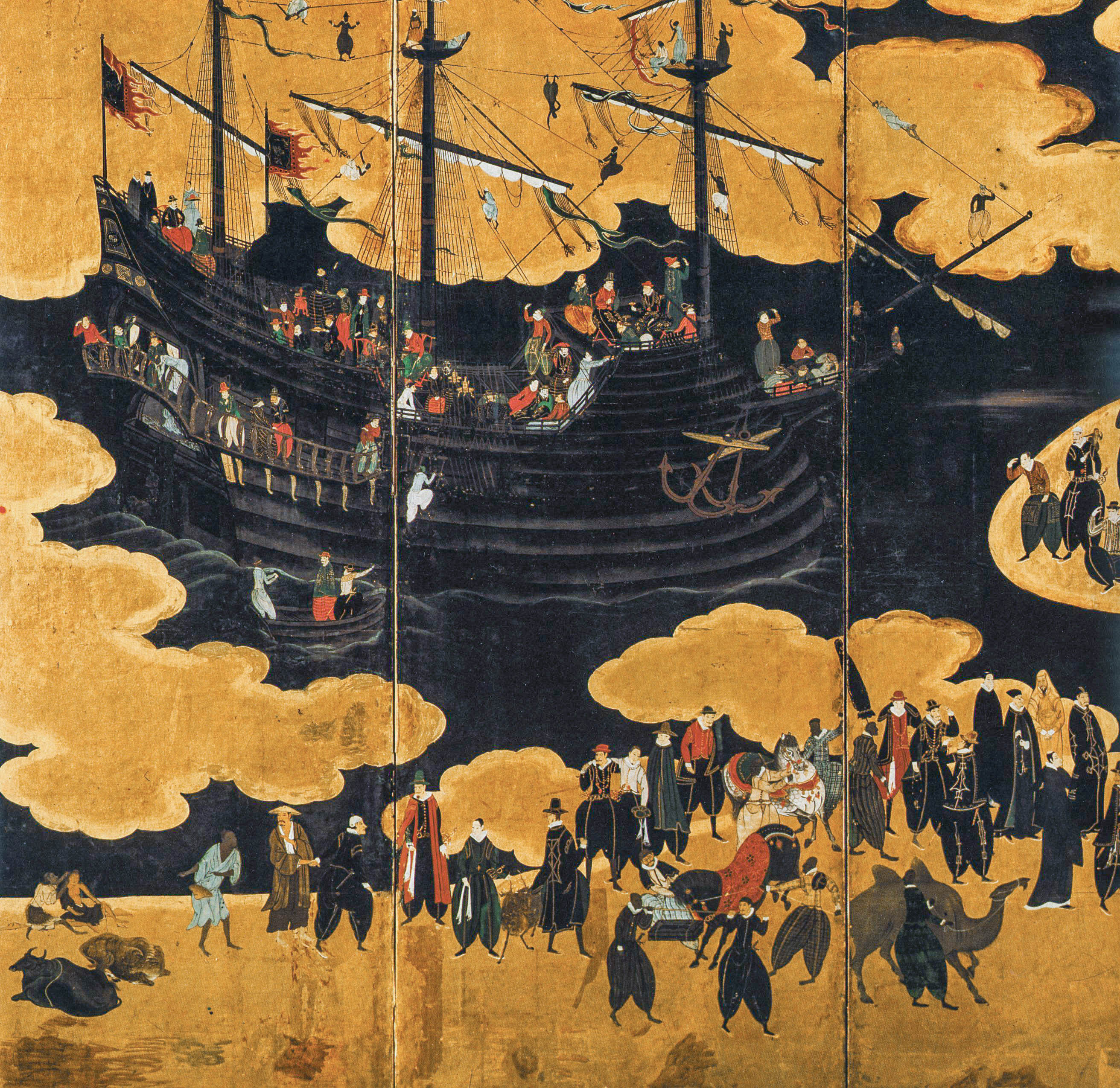
Uma pintura a mostrar a descarga do barco negro. A carraca portuguesa é representada com grande clareza.

Nagasáqui portuguesa refere-se ao período no qual a cidade de Nagasáqui esteve sob administração estrangeira, entre os anos de 1580 e 1586. Originalmente garantida aos jesuítas, ela foi administrada em conjunto por um representante da Coroa Portuguesa quando presente, como pelos direitos portugueses do padroado.

## Primeiros contactos com os portugueses
O primeiro desembarque português em solo japonês aconteceu a 23 de setembro de 1543, após um grupo de mercadores portugueses que viajavam num junco pela China terem o curso desviado para a ilha de Tanegaxima.
Depois disso, o comércio começou entre a Malaca Portuguesa, China e Japão, enquanto os portugueses tiraram vantagem do embargo do comércio com a China no Japão agindo como intermediários entre as duas nações. Em 1550, o rei João III declarou o comércio japonês um "monopólio da coroa", e que dali por diante, apenas as embarcações autorizadas por Goa estavam autorizadas a fazer a jornada. Em 1557, as autoridades de Cantão concederam Macau aos Portugueses para apoiar este comércio, em troca de tributos em prata.
O estatuto de guerra civil no Japão beneficiou grandemente os portugueses, bem como vários senhores concorrentes que buscavam atrair os barcos negros portugueses e o seu comércio para os seus domínios. Inicialmente, os portugueses chamavam tanto de Firando (Hirado) as terras pertencentes a Matsura Takanobu, e na província de Bungo, terras de Ōtomo Sōrin, mas em 1562 mudaram para Yokoseura quando o Daimiô de lá, Omura Sumitada, se ofereceu para ser o primeiro senhor a se converter ao cristianismo, adotando o nome de Dom Bartolomeu. Em 1564, ele encarou uma rebelião instigada pelo clero budista e Yokoseura foi destruída.
Em 1571, Dom Bartolomeu, ou Omura Sumitada, garantiu um pouco de terra na pequena vila pescadora de Nagasáqui aos jesuítas, que as dividiram em seis áreas, para receber os cristãos exilados dos outros territórios e mercadores portugueses. Os jesuítas construíram um capela e uma escola sob o nome de São Paulo, assim como as de Goa e de Malaca. Por volta de 1579, Nagasáqui já tinha quatrocentas casas, com alguns portugueses casados.

### Concessão
Temerosos de que Nagasáqui poderia cair nas mãos do seu rival Takanobu, Omura Sumitada (Dom Bartolomeu) decidiu garantir a cidade diretamente aos jesuítas em 1580.
Como "Visitador das Missões nas Índias", Alessandro Valignano foi responsável por concluir com Dom Bartolomeu os termos para a concessão, incluindo todos os detalhes legais, sendo ele mesmo um jurista. Os jesuítas seriam responsáveis por eleger um regedor para administrar a cidade e promover fidelidade a Dom Bartolomeu, que ainda nominalmente era o senhor daquelas terras. Por este acordo bilateral, Nagasáqui estava em situação similar a Macau, onde os portugueses concordaram em pagar as autoridades de Cantão uma taxa em troca dos privilégios especiais sobre o território.

## A cidade

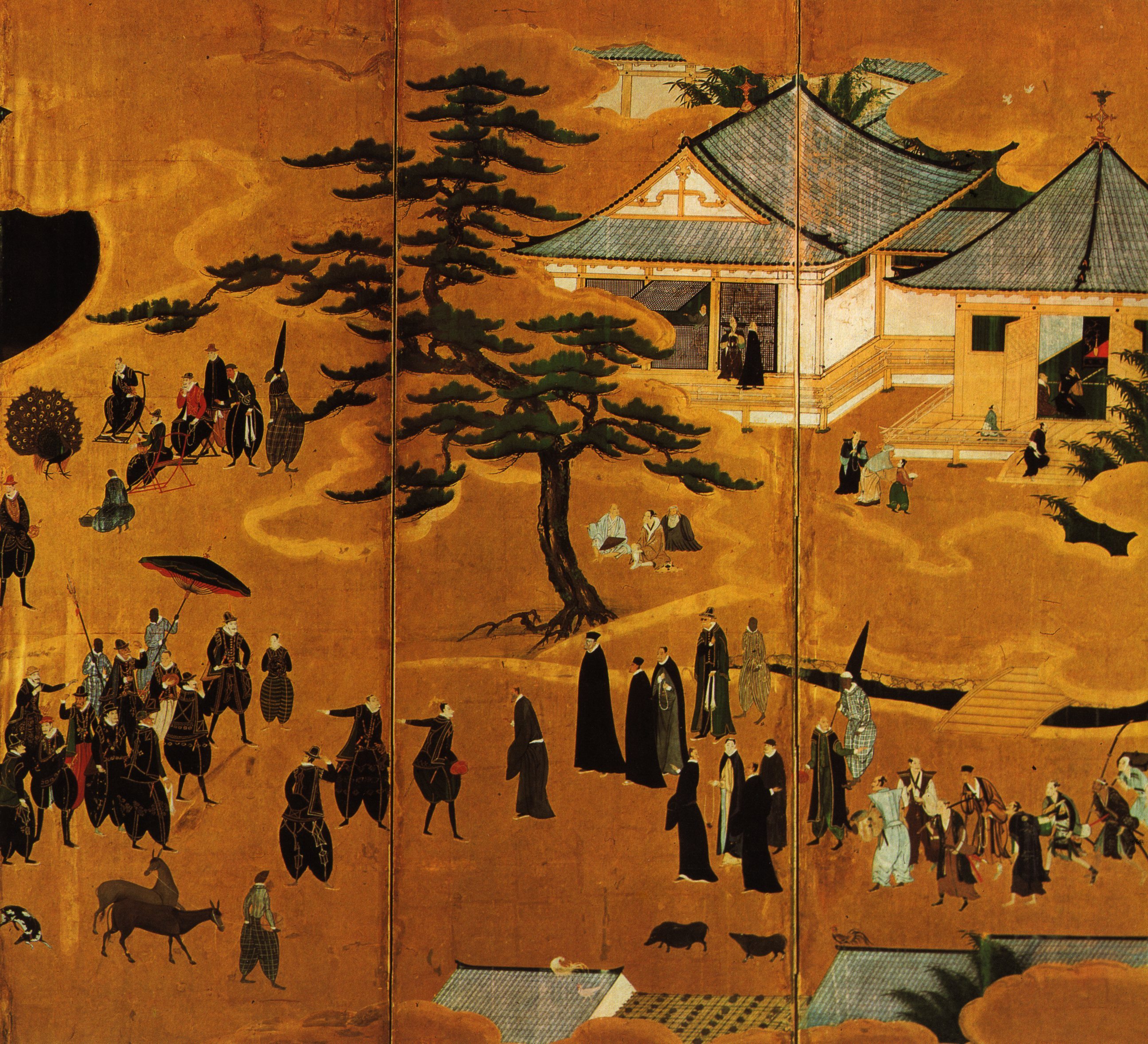
A descarga do navio preto, lado direito da tela mostrada acima

Diferente de muitas cidades asiáticas construídas em planta ortogonal, inspirada no modelo chinês, Nagasáqui foi construída ao redor de um centro onde as construções mais importantes estavam localizadas, isto é a igreja, a caridade (a Misericórdia) e a câmara municipal, apesar de não terem fortificações.
Nagasáqui tinha um "Código Civil" e um "Código Criminal", distintos da lei japonesa, que foi adaptada da lei romana; as punições corporais foram reduzidas. A cidade era descrita como tendo "uma quantidade de crianças fora do comum" já que os habitantes cristãos não praticavam infanticídio, diferente da sociedade japonesa. As casas eram pintadas de branco, como na moda portuguesa. Nagasáqui tinha 5 000 habitantes por volta de 1590, e 15 000 em 1600.
Os "barcos negros" ou barcos, conhecidos pelos portugueses como "nau do trato", chegavam de Goa uma vez por ano, entre agosto e setembro e deixavam a cidade assim que os ventos mudavam, geralmente em novembro ou num período posterior, como em fevereiro ou março, uma jornada que poderia levar até dois anos ou mais para completar, por conta dos padrões de monções do leste e sudeste asiático. Sempre que uma embarcação estava no porto, o seu capitão era tratado como um dáimio perante o xogum.

## Fim da concessão
Em 1586, Nagasáqui foi invadida por forças de Shimazu Yoshihisa, assim colocando fim ao controlo estrangeiro sobre a cidade. No ano seguinte, ela foi retomada por forças de Toyotomi Hideyoshi, que aproveitou a chance para anunciar o primeiro decreto anticristão, e que dali por diante a cidade estaria sob o controlo central. Mesmo assim, ela permaneceu como o principal porto de escala para as embarcações portuguesas nas décadas seguintes.